# Martha Döllein
Martha Döllein (* 1931; † November 2019 in Würzburg) war eine deutsche Hockeyspielerin.

## Werdegang
Martha Döllein stammte aus Franken. Sie wurde schon in den 1930er-Jahren Mitglied der Hockeyabteilung des FC Würzburger Kickers. In der 1. Mannschaft des Vereins wurde sie bald eine der Leistungsträgerinnen. Mit dieser Mannschaft nahm sie sechsmal an den Deutschen Feldhockeymeisterschaften teil und wurde dabei 1941, 1952, 1953, 1954 und 1955 Deutsche Meisterin im Feldhockey.
Nach Beendigung ihrer aktiven Sportlerlaufbahn wurde sie ehrenamtlich für den Hockeysport tätig, 1958 wurde sie Frauenwartin des Bayerischen Hockeyverbandes. Im November 2019 starb sie – wenige Tage vor ihrem 88. Geburtstag – in Würzburg.

## Ehrungen
Martha Döllein war Inhaberin der Goldenen Stadtplakette der Stadt Würzburg. Außerdem verlieh ihr Bundespräsident Theodor Heuß am 23. Oktober 1955 das Silberne Lorbeerblatt.